# حديقة مضايق كيناي الوطنية
حديقة مضايق كيناي الوطنية (بالإنجليزية: Kenai Fjords National Park) هي حديقة وطنية أمريكية تم إنشائها للمحافظة على منطقة هاردينغ آيسفيلد المتجمدة والأنهار الجليدية المتدفقة والمضايق الساحلية والجزر الجليدية. تغطي الحديقة مساحة 669.984 فدانًا (1،046.9 ميل²؛ 2،711.3 كم²) وتقع في شبه جزيرة كيناي في جنوب وسط ألاسكا، غرب مدينة سيوارد.
تحتوي الحديقة على هاردينغ آيسفيلد، أحد أكبر الحقول الجليدية في الولايات المتحدة، وقد سميت بهذا الإسم نسبة للعديد من المضابق التي نحتتها الأنهار الجليدية التي تتدفق أسفل الجبال من حقل الجليد. الحقل هو مصدر ما لا يقل عن 38 نهرًا جليديًا، أكبرها نهر بير الجليدي. المضايق عبارة عن أودية جليدية غُمرت تحت مستوى سطح البحر. منطقة إكسيت غلاسير هي وجهة شهيرة في نهاية الطريق الوحيد للحديقة. يمكن الوصول إلى ما تبقى من المنتزه عن طريق القوارب والطائرات العائمة أو عن طريق المشي.
تم تعيين منطقة مضائق كيناي كنصب تذكاري وطني أول مرة، من قبل الرئيس جيمي كارتر في فاتح ديسمبر 1978، بواسطة قانون الآثار، إلى حين صدور التشريع المنظم للأراضي العامة في ألاسكا. فيم تم تصنيف الحديقة كمنتزه وطني بعد المصادقة على قانون ألاسكا الوطني للمحافظة على الأراضي في عام 1980. يتميز المتنزه بتنوع الحياة البرية حيث يتوفر على مجموعة من الثدييات البرية والبحرية، بما فيها الدببة البنية والسوداء، الموظ، ثعالب البحر، فقمات المرفأ، جمل البحر والحيتان القاتلة.

## أنظر أيضا
- حديقة هوت سبرينغس الوطنية
- حديقة دراي تورتوغاس الوطنية
- حديقة الجزيرة الملكية الوطنية
- حديقة ومحمية جريت ساند ديونز الوطنية
- حديقة فوياجرز الوطنية